# 坂上今継
坂上 今継（さかのうえ の いまつぐ）は、平安時代初期の官人・漢詩人。姓は忌寸。官位は従五位下・大外記。

## 経歴
坂上氏嫡流の苅田麻呂が天平宝字8年（764年）に忌寸から大忌寸（のち大宿禰）に改姓したにもかかわらず、今継の姓は忌寸であったことから、坂上氏の庶流の出自と考えられている。
弘仁5年（814年）成立の『凌雲集』に漢詩作品が2首採録され、このときの官位は左大史正六位上兼行伊勢権大掾であった。のち、大外記兼紀伝博士を務め、天長3年（826年）外従五位下から従五位下に昇叙されている。
淳和朝に『日本後紀』の編纂に加わった事が序文より知られる。大外記は公文書の保管職務の一翼を担い、紀伝博士は大学寮の歴史学の教員であったことから、国史編纂の実務を担当したと考えられている。ただし、『日本後紀』の完成時の編纂担当者の中に今継の名前は見えず、完成以前に死去したのか、それとも別の理由で担当を外れたのかは不明。
漢詩人として、『凌雲集』（2首）『文華秀麗集』（1首）に漢詩作品が採録されている。

## 官歴
- 時期不詳：正六位上
- 弘仁5年（814年）日付不詳：見左大史兼伊勢権大掾[1]
- 弘仁12年（821年） 11月20日：見大外記[2]
- 時期不詳：外従五位下
- 天長元年（824年） 9月23日：兼大外記[3]
- 天長3年（826年） 正月7日：従五位下（内位）[4]
- 天長4年（827年） 3月9日?：止大外記[3]